# Cherif Hamia
Cherif Hamia (* 23. März 1931 in Guergou, Algerien; † 1991) war ein französischer Boxer. Er war Europameister der Berufsboxer im Federgewicht.

## Werdegang
Cherif Hamia wurde in Algerien geboren. Algerien galt bis zu seiner Unabhängigkeit als Bestandteil des französischen Mutterlandes. Deshalb muss er wohl als französischer Boxer algerischer Herkunft angesehen werden. Seine sportliche Laufbahn absolvierte er in Paris, wobei nicht bekannt ist, wie und wo er mit dem Boxen begann.

### Amateurlaufbahn
Cherif Hamia war schon ein erfolgreicher Amateurboxer. 1953 wurde er mit einem Sieg im Finale über Louis Poncy französischer Meister im Federgewicht. Im Mai 1953 startete er für Frankreich bei der Europameisterschaft der Amateurboxer in Warschau. Im Federgewicht siegte er dabei im Achtelfinale über Burkhard Schröter aus der DDR nach Punkten (3:0 RS). Im Viertelfinale traf er auf Józef Kruża aus Polen, dem er knapp nach Punkten unterlag (1:2 RS). Er kam damit auf den 5. Platz.
Im Anschluss daran wurde er in eine Europa-Auswahl berufen, die im Juni 1953 zwei Vergleichskämpfe in den Vereinigten Staaten bestritt. Am 16. Juni 1953 besiegte er in Chicago im Federgewicht den „Golden-Gloves-Champion“ von Chicago Dick Martinez und am 23. Juni 1953 in St. Louis den „Golden-Gloves-Champion“ von St. Louis Bo Tenequer jeweils nach Punkten.

### Profilaufbahn
Im Herbst des Jahres 1953 wurde Cherif Hamia Profiboxer. Er trainierte in Paris und gehörte dem „Box-Stall“ von Philippe Filippi an, der gleichzeitig sein Manager, Betreuer und Trainer war. Seinen ersten Kampf bestritt er am 27. November 1953 in Paris und kam dabei zu einem Techn. K.-o.-Sieg in der 1. Runde über Jean Demeurs. Auch die nächsten 13 Kämpfe, die er in Paris und Algier bestritt, gewann er. Am 22. November 1954 boxte er in Paris gegen Jacques Dumesnil und nahm diesem durch einen K.-o.-Sieg in der 10. Runde den französischen Meistertitel im Federgewicht ab.
Seine erste Niederlage als Profiboxer musste er am 10. Dezember 1954 in Algier hinnehmen, als er von dem belgischen Federgewichtsmeister Louis Cabo in der 1. Runde „kalt“ erwischt wurde und k. o. ging. Er ließ sich von diesem Missgeschick aber nicht aufhalten und gestaltete seine nächsten Kämpfe fast alle siegreich. Am 27. Juni 1955 verteidigte er in Paris seinen französischen Meistertitel im Federgewicht mit einem K.-o.-Sieg in der 5. Runde über Mohammed Chickaoui. Am 26. September 1955 schlug er in Paris den deutschen Meister im Federgewicht Rudi Langer aus Berlin knapp nach Punkten. Am 11. Dezember 1955 besiegte er seinen französischen Landsmann Robert Cohen, der wie er aus Algerien stammte und zum Zeitpunkt des Kampfes amtierender Weltmeister im Bantamgewicht war, durch Techn. K. o. in der 10. Runde. Am 26. Januar 1956 erreichte Cherif Hamia in Paris gegen den belgischen Ex-Europameister Jean Sneyers ein Unentschieden. Cherif Hamia stand zu diesem Zeitpunkt in der Weltrangliste des US-Profibox-Fachblattes „The Ring“ im Federgewicht nur auf Platz 15.
Da er und sein Manager einen Weltmeisterschaftskampf anstrebten, ging er in die Vereinigten Staaten und boxte am 30. März 1956 gegen Carmelo Costa aus den Vereinigten Staaten, der in der Weltrangliste von „The Ring“ für den Monat März 1956 auf Platz 2 stand. Cherif Hamia besiegten Carmelo Costa dabei nach 10 Runden nach Punkten. Am 4. Mai 1956 schlug er in Washington Ike Chestnut aus den Vereinigten Staaten und am 15. Juni 1956 in New York den Puerto Ricaner Miguel Berrios, beides ebenfalls Aspiranten für eine Weltmeisterschaftskampf, jeweils nach Punkten. Mit diesen Siegen hatte er sich das Herausforderungsrecht an den amtierenden Federgewichts-Weltmeister Sandy Saddler aus den Vereinigten Staaten erworben. Dieser Kampf kam jedoch im Jahre 1956 nicht zustande und Ende 1956 trat Sandy Saddler zurück.
Am 21. Januar 1957 gewann Cherif Hamia dann in Paris mit einem Punktsieg nach 15 Runden über Jean Sneyers den vakanten Europameistertitel (EBU) im Federgewicht. Am 24. Juni 1957 konnte er in Paris dann endlich um den Weltmeistertitel im Federgewicht, der nach dem Rücktritt von Sandy Saddler vakant war, kämpfen. Sein Gegner war der körperlich sehr starke, schnelle und auch technisch versierte Nigerianer Hogan „Kid“ Bassey. In den ersten Runden dominierte Cherif Hamia den Kampf und schickte Bassey in der 2. Runde sogar bis „8“ zu Boden. Im weiteren Verlauf wurde der auf 15 Runden angesetzte Kampf jedoch immer ausgeglichener. In der 10 Runde gingen bei einer etwas unübersichtlichen Situation beide Kämpfen in Seilnähe ohne Schlagwirkung zu Boden. Beide standen jedoch sofort wieder auf und es war Bassey, der die Situation als erster ausnützte und den etwas desorientierten Cherif Hamia mit zwei knallharten rechten Geraden ans Kinn traf, so dass dieser vom Ringrichter Rene Schemann verteidigungsunfähig aus dem Kampf genommen und Hogan „Kid“ Bassey zum neuen Weltmeister ausgerufen wurde. Dieser Kampfausgang war für Cherif Hamia sehr unglücklich und er und sein Management fühlten sich vom Ringrichter um den noch möglichen Sieg gebracht.
Cherif Hamia setzte nach dieser unglücklichen Niederlage seine Karriere fort und gewann die nächsten drei Kämpfe. Am 15. Oktober 1959 verlor er in Brüssel gegen den Belgier Pierre Cossemyns nach Punkten und beendete daraufhin seine Laufbahn.